# Richard Weiner (Schriftsteller)

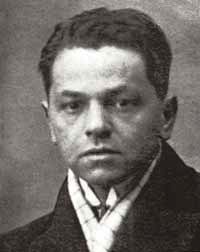
Richard Weiner

Richard Weiner (* 6. November 1884 in Písek, Österreich-Ungarn; † 3. Januar 1937 in Prag, Tschechoslowakei) war ein tschechischer Journalist und Schriftsteller. Innerhalb der tschechischen Literatur nimmt er eine Sonderrolle ein. Einerseits gilt er neben den Gebrüdern Karel und Josef Čapek als einer der wichtigsten Repräsentanten des literarischen Kubismus. Andererseits wird er oft mit Franz Kafka und Bruno Schulz verglichen, obwohl seine Schreibweise wesentlich abstrakter ist.

## Leben
Weiners Eltern betrieben eine Brennerei und Konfiserie mit fünfzig Angestellten in Süd-Böhmen. Richard war das älteste von fünf Kindern, sollte den Familienbetrieb übernehmen und studierte zunächst Chemie an der Prager Technischen Hochschule. Nach dem Studienabschluss als Ingenieur 1906 studierte er zwei weitere Semester 1906 und 1907 in Zürich und Aachen. Nach Ableistung seines Militärdienstes als Einjährig-Freiwilliger nahm er seine erste Stelle in Pardubice an, begann 1909 ein Praktikum in Freising und anschließend in einer Malzfabrik in Allach.
1911 entschied sich Weiner jedoch, freier Journalist und Schriftsteller zu werden und zog 1912 nach Paris. Hier arbeitete er als Korrespondent der Zeitung Samostatnost. Während des ersten Balkankriegs 1912 wurde er zum Militär eingezogen und nach Bijeljina bei Belgrad abgeordnet. Im Mai 1913 kehrte er als Korrespondent der Zeitung Lidové noviny nach Paris zurück und veröffentlichte erste Lyrikbände. Vom Ausbruch des Ersten Weltkriegs wurde er bei einem Heimataufenthalt in Prag überrascht und zur Armee eingezogen. Er wurde an der serbischen Front eingesetzt, wo er im Januar 1915 einen Nervenzusammenbruch erlitt, der ihn dienstuntauglich machte. Er arbeitete während der Kriegsjahre als Redakteur verschiedener Prager Tageszeitungen und veröffentlichte drei Prosabände.
1919 konnte Weiner erneut als Korrespondent der Lidové noviny nach Paris zurückkehren, wo er bis 1936 wohnen bleiben sollte. Erst 1927 schrieb er wieder literarisch. Nicht zuletzt der Misserfolg seiner literarischen Werke – man sagte ihm nach, er habe als „Franzose“ das Tschechische verlernt – veranlasste ihn 1933, wieder ganz mit dem literarischen Schreiben aufzuhören. Zudem plagte ihn Magenkrebs, der zu spät diagnostiziert wurde. Weiner starb Anfang 1937 im Sanatorium im Prager Stadtteil Podol. Er wurde auf dem jüdischen Friedhof seiner Heimatstadt Písek begraben; sein Grab wurde bei einem Pogrom kurz vor Ausbruch des Zweiten Weltkriegs zerstört.

## Werk
In Weiners literarischem Werk werden zwei Phasen unterschieden. Seine ersten Gedichtbände standen mit weitgehend traditionellen Reimen und Metren noch im Zeichen der Vorkriegsmoderne. Seine nach der Entlassung aus dem Militärdienst veröffentlichten Kurzgeschichten, darunter eines der ersten tschechischen Bücher über den Ersten Weltkrieg (Lítice, 1917, „Die Furien“), waren ebenso noch traditionellen Erzähltechniken verpflichtet, kündigten aber bereits eine neue Poetik an, die Weiner unter dem Einfluss von Charles Vildrac und Georges Duhamel entwickelte.
Zunächst konzentrierte sich Weiner jedoch auf seine journalistische Tätigkeit. Im Laufe seiner Korrespondententätigkeit verfasste er tausende Feuilletons über französische Kultur und Politik. Zu Beginn seiner zweiten literarischen Schaffensperiode hatten sich er und sein Freund Josef Šíma einer Gruppe französischer Surrealisten um Roger Vailland, René Daumal und Roger Gilbert-Lecomte, die sich wie ihre eigene Zeitschrift Le Grand Jeu („Das große Spiel“) nannte, angeschlossen, von der er sich aber in der Folge schrittweise wieder distanzierte. Weiner veröffentlichte zwischen 1927 und 1933 drei weitere Lyrikbände, seine Poetik Lazebník („Der Bader“, 1929) und Prosasammlungen wie Hra doopravdy („Spiel im Ernst“, 1933).
In Weiners Prosa überwiegt das psychologische Interesse das narrative. Die Handlung spielt in seinen Erzählungen daher nur eine untergeordnete Rolle. Vielmehr entwickeln sich seine Erzählungen zur extremen Abstraktion. Ein immer wiederkehrendes Motiv ist dabei das des Doppelgängers, das Weiner auch kompositorisch in der Form der Doppelerzählung umsetzt. Darin wird die Entstehung bzw. Nichtentstehung einer Erzählung selbst zur Erzählung. In seiner philosophischen Grundhaltung wird Weiner dem Existentialismus zugerechnet.
Vor allem Weiners späte Werke verschließen sich in ihrer wachsenden Abstraktion der Interpretation. So besteht Hra doopravdy aus zwei Teilen, die in keinem Zusammenhang zu stehen scheinen, in denen das dem Leser zunächst noch als Traum zugängliche Geschehen aber zunehmend atomisiert wird. Wiederholt wurde bemerkt, dass ein vernunftbegründetes Verständnis gerade von Weiners letztem Werk nicht möglich, die Aufnahme dieser Prosa aber sehr wohl möglich sei. „Der Leser wird gleichsam zu einer Stufe der Abstraktion verpflichtet, ohne die er dieses ‚Verstehen‘ nicht haben kann.“ Stattdessen wird der optische Bezug Weiners hervorgehoben, der eine Interpretation über das Geometrische ermögliche.
Fiel die Rezeption Weiners auch wohlwollenden Kritikern schwer, so blieb ein Publikumserfolg gleich ganz aus. Schon zu Lebzeiten wurde er als Außenseiter der tschechischen Literatur angesehen. Nach seinem Tod wurde er zunächst weitgehend vergessen – abgesehen von einem schmalen Band des Begründers der Gruppe 42, Jindřich Chalupecký – und erst in den Jahren vor dem „Prager Frühling“ und vor allem nach 1989 wieder als wichtiger Autor wahrgenommen. Sehr häufig wurde sein hermetisch erscheinendes Werk mit dem Franz Kafkas verglichen, wobei eine gegenseitige Beeinflussung auszuschließen ist. Es ist bisher nur vereinzelt ins Deutsche übersetzt worden.

## Werke
- Netečný divák a jiné prósy. Fr. Borový, V Praze 1917.
- Rozcestí. Básně. Fr. Borový, V Praze 1918.
- Třásničky dějinných dnů. Praha 1919.
- Lítice. 2. Auflage, Praha 1928.
- Mnoho nocí. Básně. Vydal Ot. Štorch-Marien, Praha 1928.
- und Věra Linhartová: Hra doopravdy. Mladá Fronta, Praha 1967.
- Lazebník Hra doopravdy. 1. Auflage. Odeon, Praha 1974.
- Sluncem svržený sok. 1. Auflage. Československý spisovatel, Praha 1989, ISBN 8020200924.
- Škleb. ARGO, Praha 1993, ISBN 8085794039.
- Spisy. (Werke). 5 Bde., hrsg. von Zina Trochová. Torst, Praha 1996ff.

### Deutsche Ausgaben
- Der leere Stuhl und andere Prosa (Prázdná židle a jiné prózy, dt. – Nach d. bearb. Neuausg. v. 1964 aus d. Tschech. übers. v. Franz Peter Künzel. 1-4. Tsd.). Suhrkamp, Frankfurt a. M. 1968.
- Spiel im Ernst. Roman. 1. Auflage. Suhrkamp, Frankfurt am Main 1987, ISBN 3-518-01906-6.
- Der leere Stuhl. Analyse einer nicht geschriebenen Erzählung. Friedenauer Presse, Berlin 1990, ISBN 3921592550.
- Květoslav Chvatík (Hrsg.): Die Prager Moderne. Erzählungen, Gedichte, Manifeste. 1. Auflage. Suhrkamp, Frankfurt am Main 1991, ISBN 3-518-40397-4.
- Der Bader. Eine Poetik. Friedenauer Presse, Berlin 1991, ISBN 3-921592-67-4.
- Der gleichgültige Zuschauer. Erzählungen. 1. Auflage. Reclam, Leipzig 1992, ISBN 337901429X.
- Kreuzungen des Lebens. Erzählungen, Essays, Feuilletons, Briefe. DVA, München 2005, ISBN 978-3-421-05253-7.

Adaptionen
- Ela/Abgelauscht, Hörspieladaption von Angelika Janz. Produktion: Radio Bremen 1984, Regie: Norbert Schaeffer
- Seepferdchenfetisch, Theaterstück nach der Erzählung Ela/Abgelauscht. Produktion: Jugendstiltheater Klagenfurt 2023, Regie: Yulia Izmaylova